# Linpan, Guangdong
Linpan  är en köping i sydöstra Kina. Den ligger i stadsdistriktet Jiedong i staden Jieyang i provinsen Guangdong,  omkring 310 kilometer öster om provinshuvudstaden Guangzhou. Antalet invånare är 73 722. Befolkningen består av 36 018 kvinnor och 37 704 män. Barn under 15 år utgör 22,0 %, vuxna 15-64 år 69 %, och äldre över 65 år 8,0 %.